# Нордгау (Бавария)
Вижте пояснителната страница за други значения на Нордгау.
Нордгау (на немски: Nordgau, Bayerischer Nordgau) е марка на Свещената Римска империя от 938 до 1004 г.

## История
Нордгау обхваща от 7 век териториите северно от Дунав между Нойбург на Дунав и Регенсбург, която се разширява по-късно до Горен Майн и от 1060 г. в Егерланд.
Територията е владение на Каролингите, на Луитполдингите, на маркграфовете Швайнфурти (939 – 1003), на графовете на Зулцбах и на Диполдинги-Рапотоните. През края на 12 век графовете фон Вителсбах, които през 1255 г. като херцози на Бавария, получават големи части от територията и я включват в племенното Херцогство Бавария. През 1329 г. името се променя на Горен Пфалц.

- Бавария, ок. 788 г.
- Карта на Нордгау, Cosmographia, 1628 г.

## Маркграфове в Нордгау
- Бертхолд фон Швейнфурт († 15 януари 980), граф в Нордгау
- Хайнрих фон Швейнфурт († 18 септември 1017), 994 г. маркграф на баварския Нордгау
- Ото III фон Швайнфурт Мъдрия († 28 септември 1057), маркграф на Нордгау (1024 – 1031) и от 1048 г. херцог на Швабия.
- Диполд II фон Фобург († 1078), маркграф в Нордгау (Диполдинги-Рапотони)
- Диполд III фон Фобург († 8 aril 1146), маркграф в Нордгау
- Беренгар I фон Зулцбах († 3 декември 1125), граф на Зулцбах в Нордгау